# ناگولا (۱)
ناگولا (به لاتین: Nagolla) یک منطقهٔ مسکونی در سری‌لانکا است که در استان مرکزی (سری‌لانکا) واقع شده‌است.